# Spiros Andoniu
Spiros Antoniou, (gr. Σπύρος Αντωνίου, ur. 24 października 1973 w Atenach), znany również jako Seth Siro Anton lub Seth – grecki muzyk, kompozytor, wokalista, artysta malarz, grafik i fotografik. Absolwent Akademii Sztuk Pięknych w Atenach. Członek Greckiej Izby Sztuk Pięknych (EETE). Od 1990 roku wokalista i basista deathmetalowej grupy muzycznej Septicflesh, w której występuje wraz z bratem Christosem. Wraz z zespołem nagrał siedem albumów studyjnych pozytywnie ocenianych przez krytyków muzycznych. 
W 2002 roku z grupą Thou Art Lord nagrał album pt. DV8. Ponadto wraz z bratem gra w zespole hardcoreowym pod nazwą TheDevilWorx.
Antoniou współpracował z wieloma zespołami z nurtu muzyki heavymetalowej jako autor okładek wydawnictw. Artysta jest autorem obrazów widniejących m.in. na albumach takich wykonawców jak: Decapitated, Devian, Vader, Paradise Lost, Belphegor, Soilwork, Caliban, Heaven Shall Burn, Kamelot, Flowing Tears, Moonspell, Old Man’s Child, Once Human.
W 2012 roku ukazała się biografia Adama "Nergala" Darskiego, pt. "Spowiedź heretyka: Adam Nergal Darski. Sacrum. Profanum", Spiros jest autorem zdjęcia Nergala, umieszczonego na okładce.

## Wystawy
- Fotofestival of Naarden, Holandia (2007)[1].
- Les Abattoirs Gallery Riom, Francja (2007)[1]
- Screaming Horror Festival, Grecja (2008)[1]
- Souterrain Porte V Exhibition, Francja (2009)[1]
- Galerie D'Art Contemporain Alain Rouze, Francja (2010)[1][16]
- Les Trois Baudets, The Figure of the Monster, Francja (2012)
- Vanilla Gallery, Tokio, Japonia (2014)[17]

## Dyskografia
| Chaostar - Chaostar (2000, Holy Records) - Threnody (2001, Holy Records) - The Scarlet Queen (2004, Holy Records) - Underworld (2007, Holy Records) |  | Inne - Swan Christy - Today Died Yesterday (1999, Black Lotus Records, gościnnie) - Thou Art Lord - DV8 (2002, Black Lotus) - Astarte - Quod Superius Sicut Inferius (2002, Black Lotus Records, gościnnie) - Ex Deo - Caligvla (2012, Nuclear Blast, gościnnie) |